# 彼得羅利納

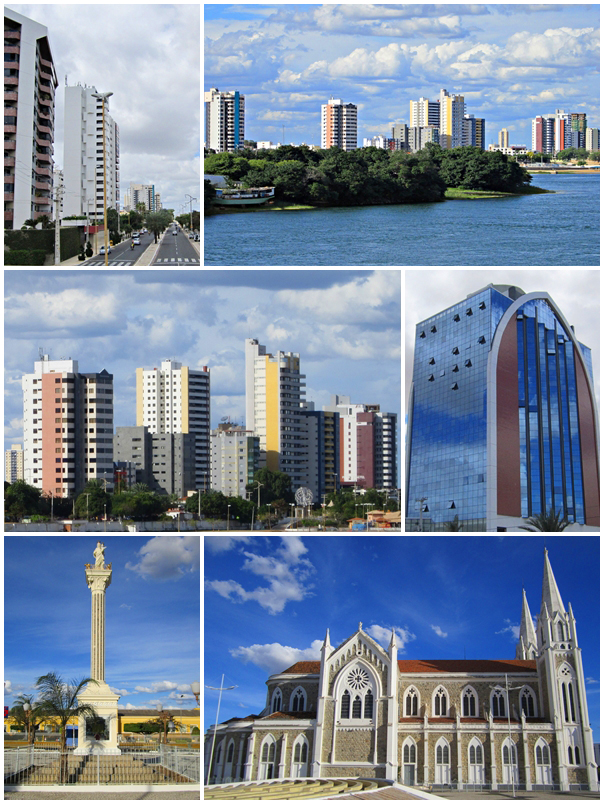
彼得羅利納

彼得羅利納是巴西的城市，位於該國東部聖弗朗西斯科河左岸，由伯南布哥州負責管轄，面積4,756.8平方公里，海拔高度376米，受半乾旱氣候影響，每年平均降雨量650毫米，2009年人口281,851。

## 外部連結
- Petrolina （页面存档备份，存于） in Wikivoyage
- Petrolina City hall （页面存档备份，存于）
- Video Petrolina  （页面存档备份，存于）
- Photo-Video Petrolina, Pernambuco  （页面存档备份，存于）
- Portal Petrolina With photos of the city
- Petrolina´s major hotel （页面存档备份，存于）
- A study of the success of Petrolina and Juazeiro